# سوبرمان (رسوم متحركة)
سوبرمان (بالإنجليزية: Superman: The Animated Series) (غالبًا ما يتم اختصارها إلى سوبرمان تاس أو ستاس) هو مسلسل تلفزيوني أمريكي متحرك للأبطال الخارقين يعتمد على شخصية دي سي كوميكس سوبرمان. أنتج بواسطة شركة وارنر براذرز للرسوم المتحركة وعرض في الأصل على قناة كيدز دبليو بي في الفترة من 6 سبتمبر 1996 إلى 12 فبراير 2000. كانت هذه السلسلة هي الثانية بعد باتمان التي أنتجتها شركة وارنر براذرز ونالت استحسانًا للسيناريو والمؤثرات الصوتية. وتمت دبلجتة بالعربية بواسطة مركز الزهرة.

## القصة
القصة تدور حول كال-إل الطفل الكربتوني الذي نجا من كارثة كربتون، حيث تدمر كوكبه الأم ونجا بعدما وضعاه والداه الكربتونيين جور-إل ولارا في مركبة فضائية كربتونية إلى كوكب الأرض، حيث يكبر ويكتشف حقيقته وقواه الخارقة فيستعملهن لمحاربة الشر وتدمير الاعداء المخربين والمجرمين، ويعمل مع أصدقائه في صحيفة الكوكب اليومي.

## الشخصيات
يظهر في المسلسل الكرتوني العديد من الشخصيات منها :
1. سوبرمان: الشخصية الرئيسية للمسلسل الكرتوني حيث يلعب دور البطل مرة ودور الصحافي كلارك كنت العامل في صحيفة الكوكب اليومي مرة أخرى وظهرت الشخصية في 54 حلقة من العدد الجمالي  لحلقات المسلسل الكرتوني.
2. لويس لين: الصحافية المتميزة في صحيفة الكوكب اليومي وصديقة كلارك كنت (سوبرمان) وظهرت في 53 حلقة من حلقات المسلسل الكرتوني.
3. جيمي أولسن: صديق كلارك كنت,وزوج مستقبلي للويس كنت والمصور الفوتوغرافي لصحيفة الكوكب اليومي ، ظهر في 26 حلقة في المسلسل الكرتوني.
4. ليكس لوثر: الشرير وعدو سوبرمان اللدود ، ظهرت الشخصية في 20 حلقة وتتصف الشخصية بالغطرسة والشر المطلق.
5. جوناثان كنت: والد كلارك بالتبني ، ظهر في 9 حلقات
6. مارثا كنت: والدة كلارك بالتبني ، ظهرت في 9 حلقات [3]

## اقرأ أيضا
- سوبرمان
- سمولفيل (الموسم الأول)

## روابط خارجية
- سوبرمان على موقع IMDb (الإنجليزية)
- سوبرمان على موقع روتن توميتوز (الإنجليزية)
- سوبرمان على موقع كينوبويسك (الروسية)
- سوبرمان على موقع ألو سيني (الفرنسية)
- سوبرمان على موقع قاعدة بيانات الفيلم (الإنجليزية)